# 一色直温
一色 直温（いっしき なおあつ、生没年不明）は、江戸時代末期（幕末）の旗本。一色直頂の子。官位は従五位下・山城守のち摂津守。通称は邦之輔。

## 来歴
天保14年（1843年）11月に小納戸、同年12月小姓に。弘化2年（1845年）6月使番、嘉永5年（1852年）5月目付（御勝手掛、海防掛）となり、安政元年（1854年）6月の幕政改革において積極的に改革実行の意見を具申し、軍制改正御用掛を命ぜられた。安政4年（1857年）大目付土岐頼旨・井戸覚弘・目付鵜殿長鋭とともに琉球人参府用掛に任命された。安政5年（1858年）2月堺奉行、同年9月大坂町奉行と歴任し、万延2年（1861年）1月勘定奉行に昇進。同年10月外国奉行となり、文久2年（1862年）生麦事件の後処理に関して英国代理大使ニールの元に津田正路とともに派遣されたが、ニールは交渉に応じず老中宛の抗議文を渡された。同年12月に再び勘定奉行となる。文久3年（1863年）一橋家家老となり、元治元年（1864年）6月大目付となり、同年7月書院番頭となり、元治2年（1865年）1月辞職し寄合となるが、慶応2年12月（1867年）製鉄所奉行、慶応4年（1868年）閏4月に江戸幕府の終焉とともに御役御免となった。